# Edison Farah
Edison Farah (Capivari, 14 de abril de 1915 – São Paulo, 14 de abril de 2006) foi um matemático brasileiro, professor da Universidade de São Paulo.
Foi membro fundador da Sociedade de Matemática de São Paulo, fundada em 1945 e membro titular da Academia de Ciências do Estado de São Paulo.

## Biografia
Edison nasceu na cidade de Capivari, em 1915. Era o décimo primeiro filho entre os 12 filhos de José Ignácio Farah, imigrante libanês, de Balbeque e de Eduarda Llamas, imigrante espanhola de Iznájar, na província de Córdova. O casal se conheceu no navio que os trazia para o Brasil que saiu do Líbano com uma escala na Espanha. O nome Edison, que destoava dos nomes libaneses e espanhóis de seus irmãos, foi em homenagem ao inventor norte-americano Thomas Edison.
Inicialmente, o casal se fixou na cidade de Capivari, depois em Rio das Pedras e em Piracicaba. José Ignácio era comerciante e chegou a ter uma loja em Capivari, um entreposto de algodão. Edison e os irmãos costumavam brincar escalando as vigas do galpão da loja, onde caíam sobre os montes de algodão estocados. Foi ainda criança que seu gosto pela ciência começou a aflorar. Também chegou a fabricar seus próprios instrumentos musicais, como uma flauta de bambu. A música seria um de seus interesses ao longo da vida.
A crise de 1929 abalou os negócios da família e assim os filhos mais velhos tiveram que procurar emprego para ajudar na renda da casa. Seu irmão Nacif formou-se em primeiro lugar no curso de farmácia pela Faculdade de Odontologia e Farmácia de Ribeirão Preto e foi um grande incentivo para a carreira de Edison. Depois de terminar os estudos em Piracicaba, formando-se no magistério, Edison começou a lecionar matemática, física e música, já em 1937, no Instituto Educacional "O Piracicabano". Edison também foi violinista da Orquestra Sinfônica de Piracicaba, tendo composto peças para piano, violino e quarteto de cordas.

## Carreira
Entre os professores que Edison teve no ensino médio estava o professor Francisco Mariano da Costa, que lecionava matemática e, percebendo a aptidão de Edison para a matemática, o incentivou a cursar Matemática em São Paulo. Ele participou do concurso de admissão da Universidade de São Paulo e obteve o grau de licenciado em matemática em 1941.
Em 1942 mudou-se para a capital paulista, onde se tornou assistente da cadeira de Análise Matemática e depois, em 1945, assistente da cadeira de Análise Superior, sob a direção do professor André Weil. Em 1945 casou-se com Yvone Farah, descendente de alemães, com quem teve três filhos: Cláudio, Flavio (ambos arquitetos) e Sergio (engenheiro mecânico).
Em 1950, Edison obteve o doutorado em Matemática com a tese Sobre a Medida de Lebesgue, sob a orientação de Omar Catunda. Em 1954 foi elevado ao título de professor catedrático em Análise Superior, onde publicou o trabalho Algumas proposições equivalentes ao Axioma da Escolha, trabalho pioneiro no Brasil na área de Teoria Axiomática de Conjuntos.
Lecionou na Pontifícia Universidade Católica de São Paulo entre 1942 e 1954. A partir de 1970, quando foi criado o Instituto de Matemática e Estatística, Edison trabalhou nele por mais dez anos. Ministrou diversos cursos de especialização no Instituto de Pesquisas Matemáticas e na Faculdade de Filosofia, Ciências e Letras. Suas áreas de atuação e interesse eram Teoria dos Conjuntos, Topologia Geral, Teoria da medida e Integração e Análise Funcional.
Publicou cerca de 20 artigos em revistas de renome na área da matemática e publicou três livros de referência. Orientou diversos alunos na Universidade de São Paulo e em outras universidades do país. Um de seus mais notáveis orientados foi o matemático Newton da Costa. Teve papel fundamental na formação de grupos dedicados à Lógica e aos Fundamentos da Matemática na USP e na Universidade de Campinas.
Aposentou-se da Universidade de São Paulo em 1980, tendo lecionado por mais alguns anos na PUC, em São Paulo.

## Morte
Edison morreu na capital paulista, em 14 de abril de 2006, aos 91 anos.